# Maipo (Chile)
Maipo es un histórico pueblo que pertenece actualmente a la comuna chilena de Buin, y está ubicado en la provincia del Maipo, (región Metropolitana de Santiago) la cual lleva su nombre en su honor. 
Es uno de los pueblos más antiguos de Chile. Fue fundado el 12 de octubre de 1583, año en que Alonso Sotomayor, asume como nuevo gobernador del reino de Chile. El recién nombrado gobernador, decide mandar a Alonso García de Ramón, con doce soldados a su cargo, a establecer un fortín a orillas del río Maipo, capaz de contener a los guerreros indígenas del sur de Chile, dando nacimiento al pueblo.

## Historia
Hasta 1862, Maipo fue el centro de la mayoría de las actividades sociales y administrativas de la zona, pues contaba con oficinas públicas, comercio y transporte, entre otros servicios. La llegada del ferrocarril, que unía a Santiago con Concepción, a la entonces Villa Buin, cambió las proyecciones del antiguo pueblo. Dejó de ser el cruce obligado para los viajeros que visitaban la capital desde el sur. La Ley de Comunas Autónomas convierte a Maipo en Municipalidad en 1891. Este estatus jurídico dura hasta 1928, fecha en que se reestructura la organización administrativa del país, pasando a ser una subdelegación de Buin y parte, ahora, de la actual Provincia de Santiago.

## Características
La Localidad actualmente cuenta con 15.369 habitantes.
El principal espacio público de la localidad está constituido por la plaza y por el templo parroquial. Ambos lugares conforman una unidad en la que la plaza, con sus jardines y con calles por solo dos de sus costados, pasa a constituirse en un gran antejardín de la antigua iglesia, produciéndose, en dos de sus bordes, una total integración con lo edificado.
Posee un cuartel policial (subcomisaría de Carabineros Maipo), la Segunda Compañía de Bomberos (Bomba Maipo del Cuerpo de Bomberos de Buin). En cuanto al servicios y comercio, cuenta con un Supermercado (Unimarc). 
Maipo además tiene piscinas temperadas, las cuales reciben a muchos vecinos y deportistas todo el año, frente a la piscina temperada se encuentra un renovado y hermoso parque, el cual cuenta con quinchos y una pequeña granja para que disfruten las familias. [cita requerida]
En el ámbito deportivo, Maipo posee cuatro clubes de fútbol, pero los dos más importantes son Huracán de Maipo y Club Deportivo Maipo, históricos rivales que dan vida cada temporada al clásico más apasionante del fútbol local. Cabe destacar que C. D. Maipo fue fundado un 7 de enero de 1907, siendo uno de los clubes más antiguos de Chile, y que además continúa en actividad. 
Pese a que en un tiempo el pueblo se encontraba en un estado de deterioro constante, debido a la falta de fondos destinados a proyectos, hoy vive un nuevo renacer con su iglesia reconstruida, funcionamiento de comercio, áreas verdes y zonas turísticas restablecidas, instalaciones deportivas de gran nivel, y la reciente inauguración del moderno CESFAM de Maipo. [cita requerida]